# Основа (локомотивне депо)
Локомоти́вне депо́ «Основа» (ТЧ-3) — одне з 10 основних локомотивних депо Південної залізниці. Розташоване на однойменній станції.
ВП «Локомотивне депо Основа», разом з іншими локомотивними депо Південної залізниці підпорядковане Службі локомотивного господарства (служба «Т»).

## Історичні відомості
Засноване як паровозне 1911 року для обслуговування ліній Основа-Готня та Основа-Красний Лиман Північно-Донецької залізниці, пізніше Південних залізниць. З 1963 року обслуговує тепловози Південної залізниці.

## Галерея

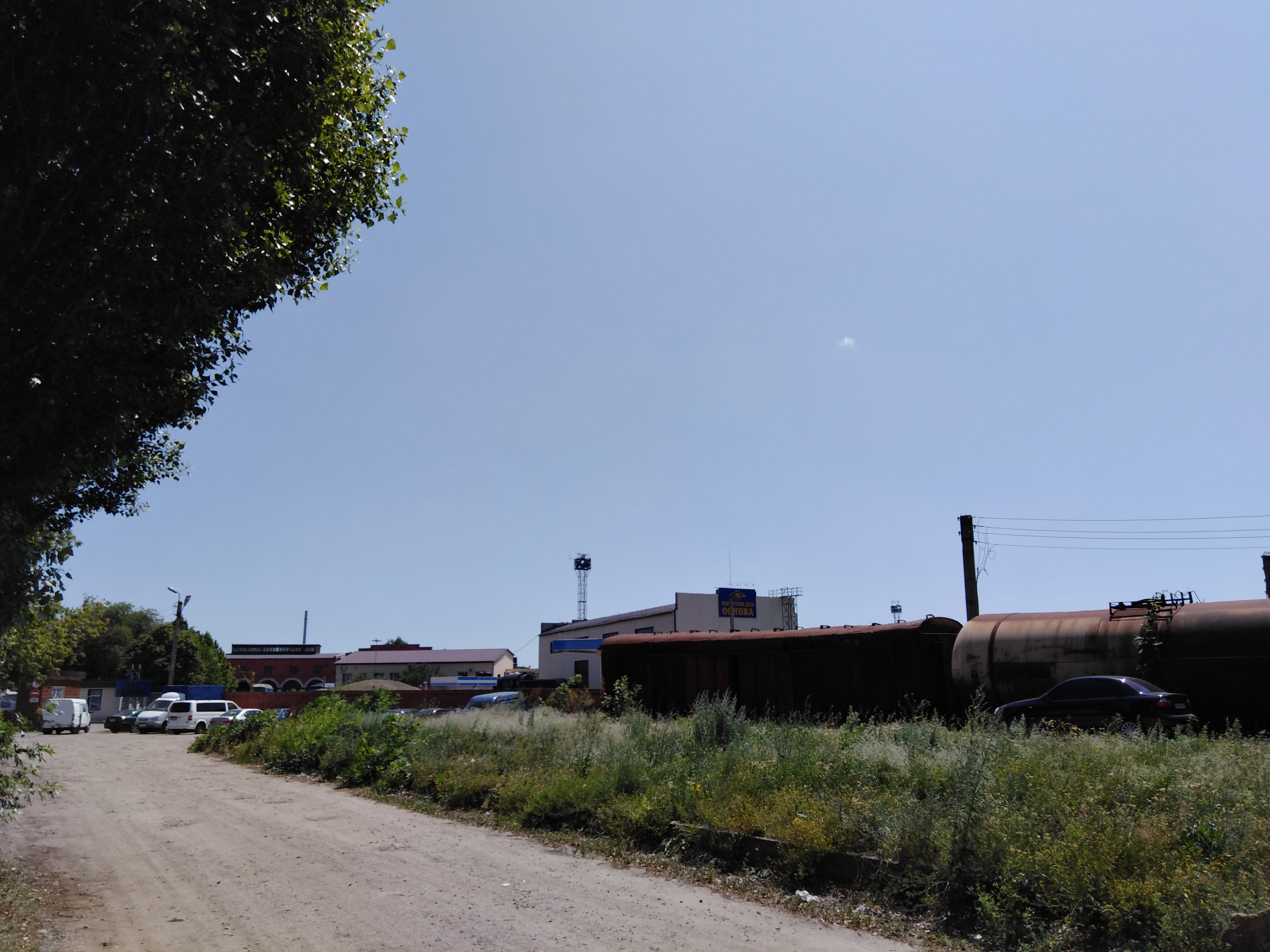
Депо зі сторони залізниці
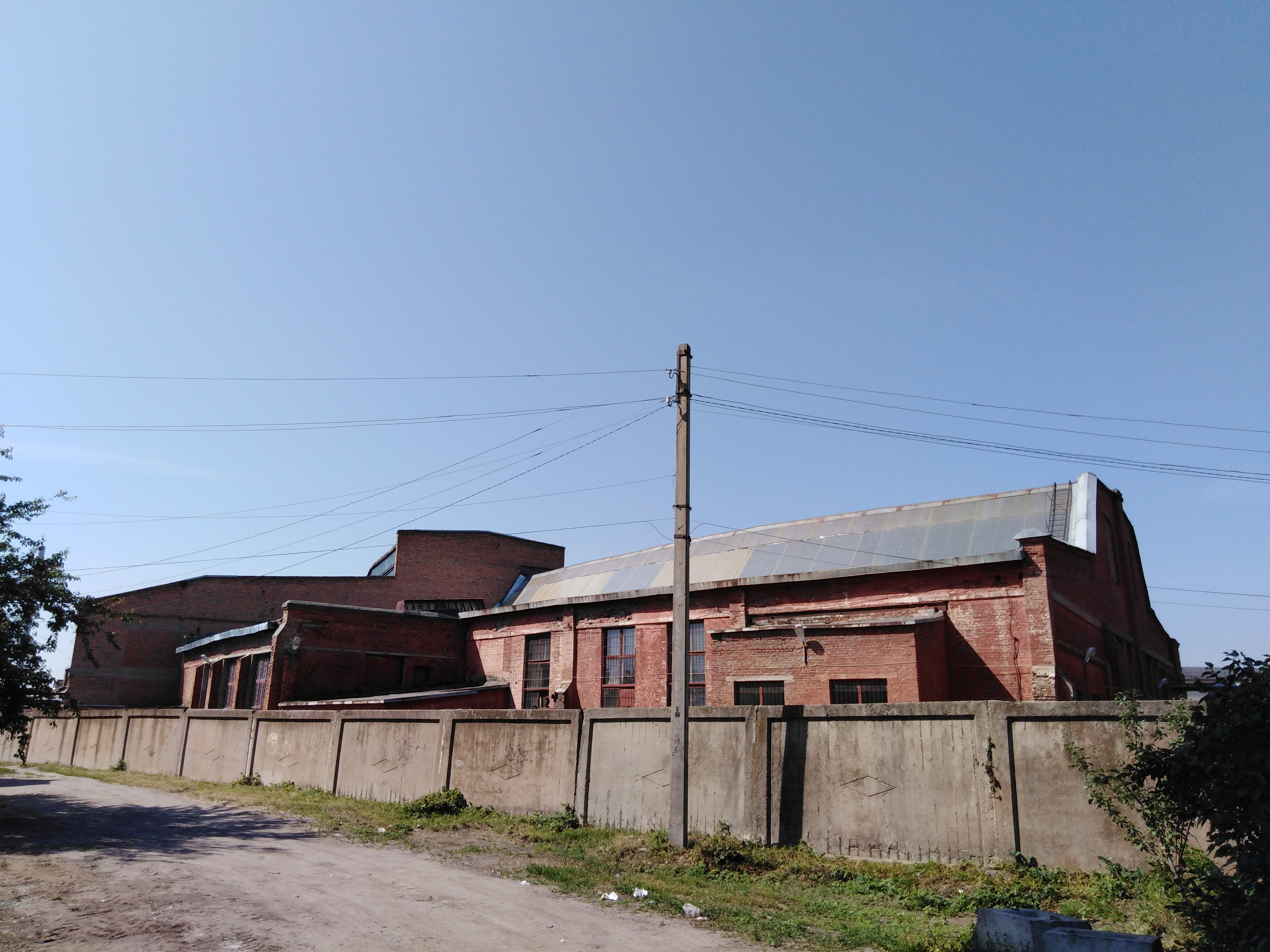
Приміщення депо
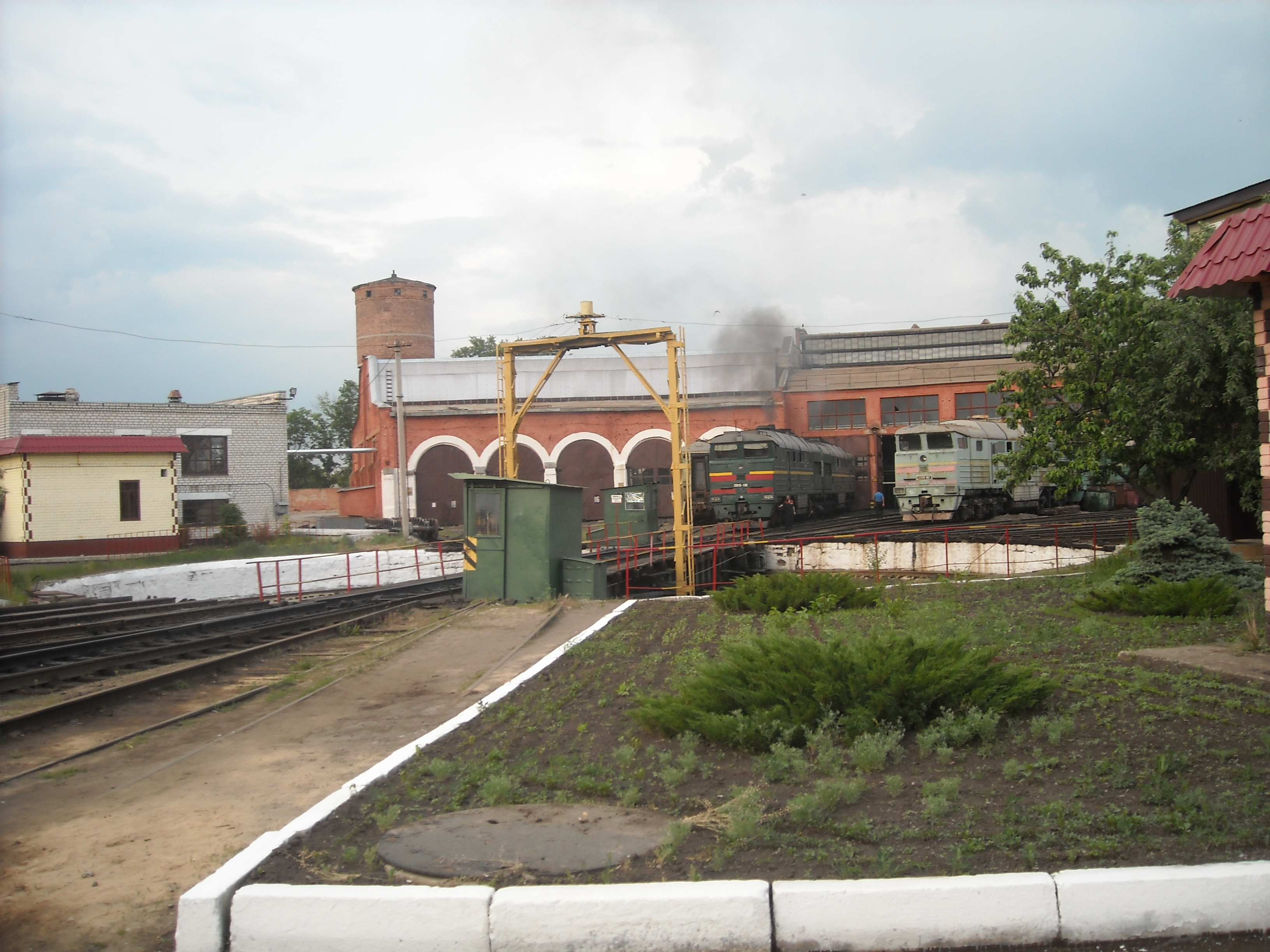
Подвір’я депо. Рухомий склад
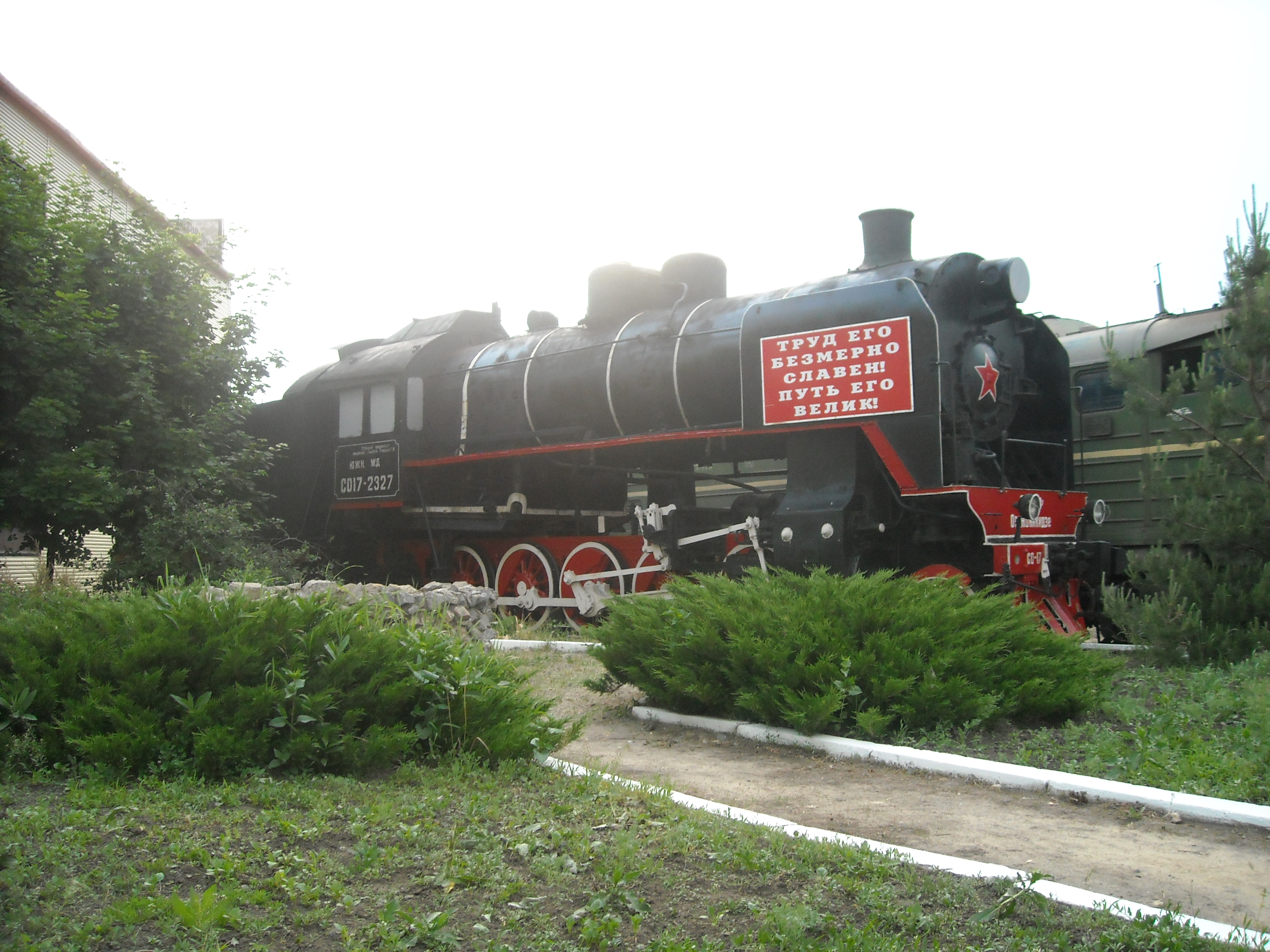
Паротяг-пам’ятник СО17 на території депо
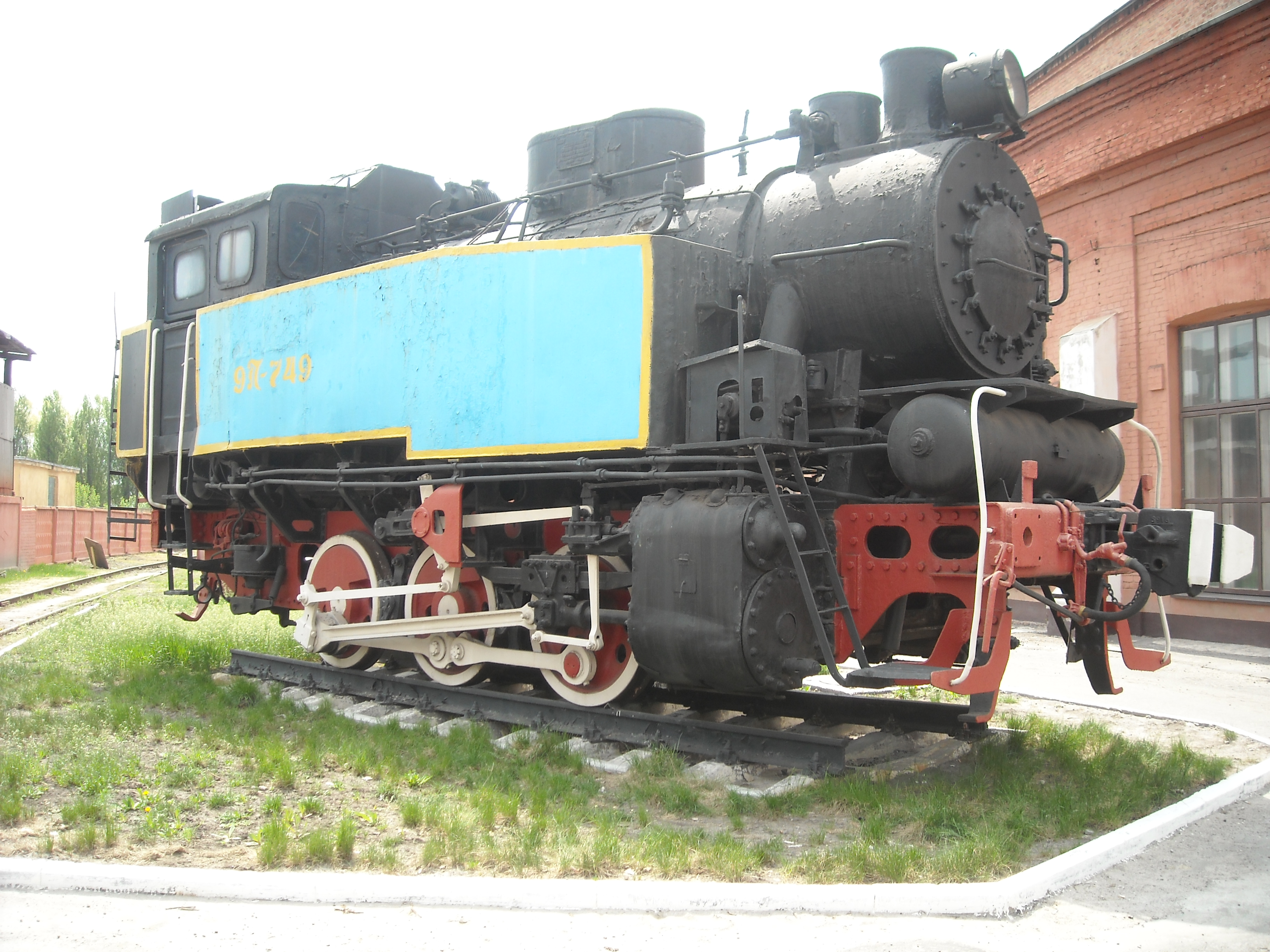
Паротяг-пам’ятник 9П-749 який знаходився на території депо (з 2014 року частина експозиції музею Південної залізниці)